# الكسندر مانينغ
الكسندر مانينغ هو سياسي كندي، ولد في 11 مايو 1819 في دبلن في جمهورية أيرلندا، وتوفي في 20 أكتوبر 1903 في تورونتو في كندا. انتخب عمدة تورونتو ‏ (1885 – 1885) وانتخب عمدة تورونتو ‏ (1873 – 1874).